# نيكولاس فابيان رودريغيز
نيكولاس فابيان رودريغيز (بالإسبانية: Nicolás Fabián Rodríguez)‏ (12 مايو 1993 في الأرجنتين - ) هو لاعب كرة قدم أرجنتيني في مركز حراسة المرمى. لعب مع ريفر بليت.

## وصلات خارجية
- نيكولاس فابيان رودريغيز على موقع قاعدة بيانات كرة القدم.إي يو (الإنجليزية)
- نيكولاس فابيان رودريغيز على موقع Soccerway.com (الإنجليزية)